# Харашкевич, Эдмунд
Эдмунд Каликст Евгениуш Харашкевич (пол. Edmund Charaszkiewicz; 14 октября 1895, Понец, Позен, Германская Империя — 22 декабря 1975, Лондон, Великобритания) — польский офицер военной разведки, специализирующийся на партизанских войнах.

## Биография
Родился в семье владельца кирпичного завода. Окончил школу в Понеце.1 ноября 1913 года вступил в Стрелковый союз, а с 1913 по 1914 год учился в унтер-офицерской школе, используя псевдоним Каликст. С 1917 года работал в военной комиссии Временного Государственного Совета.

## На службе в Польских легионах
Вскоре после начала Первой мировой войны Харашкевич поступил на службу в Польские легионы. В конце 1917 года был переведён в польский вспомогательный корпус, где служил до февраля 1918 года старшим сержантом. Затем он был уволен из легионов для службы в немецкой армии. Чтобы избежать такой службы и поскольку он мог быть арестован и интернирован как бывший польский легионер, он скрывался с 18 февраля по июнь 1918 года в Кракове, а с ноября 1918 года в Варшаве, где работал в Министерстве военных дел Вооруженных сил Польши. Его начальниками были два будущих польских генерала: полковник Мариан Жегота-Янушайтис и майор Стефан Паславский.
15 ноября 1918 года был принят в польскую армию в звании младшего лейтенанта. В 1918—1923 годах изучал право в Варшавском университете.
Во время советско-польской войны участвовал в Сражениях за Вильно и в других сражениях.
Также участвовал в 3-м Силезском восстании со 2 мая по 15 августа 1921 года в качестве заместителя командира отряда подрывников, известных как группа Вавельберга. За его мужество и стойкость в боях против немцев, когда он взрывал заминированные сооружения под непрекращающимся огнем противника и тем самым остановил наступление немцев, 18 февраля 1922 года он был снова рекомендован в Virtuti Militari. 27 июня 1922 года лейтенант Харашкевич был награждён Орденом Virtuti Militari 5-го класса.

## Между войнами
С 1926 года — офицер польской военной разведки. Во 2-м отделении Генерального штаба работал на должности референта по украинским делам. В 1928—1939 годах руководил экспозицией № 2 второго отдела Генерального штаба, которая, в отличие от других экспозиций, не функционировала как полевой орган польской разведки, а занималась организацией саботажа и диверсий на случай войны на территории соседних государств.

## Прометеизм
В 1926 году в Париже Пилсудский основал организацию «Прометей». Его целью было противодействие русскому, немецкому, и итальянскому империализму, через ослабление Российской империи и её последующих форм, таких как Советский Союз при помощи поддержки националистических движений за независимость народов под властью империй, а также продвижения идеи унификации в оборонный и экономический альянс освобождённых наций.
Харашкевич отвечал за разведывательные операции. С марта 1934 года Харашкевич был членом Комиссии по научному изучению восточных земель Польши и Комитета по восточным землям и национальностям Польши при Совете министров.

## Приграничные конфликты и Вторая мировая война
В 1938 году экспозиция № 2 участвовала в организации диверсии на Заольце, а в 1939 году — в операции «Лом» на Закарпатской Руси. В сентябре 1939 года был начальником отдела «F» штаба Верховного Главнокомандующего. После сентябрьской кампании он находился в Румынии, а с ноября 1939 года во Франции без назначения. В мае 1940 года он вступил в офицерский Легион в Ньоре.
В августе 1943 года переведен в Центр подготовки пехоты.

## В послевоенное время
После войны (до февраля 1946 года) был заместителем, а затем начальником информационного отдела инспекции военного совета. 11 сентября 1948 года демобилизован.
Харашкевич принимал активное участие в жизни польских эмигрантов: в пилсудской «Лиге за независимость Польши» (Liga Niepodległości Polski) и в Институте Юзефа Пилсудского (президентом которого он был много лет). Он основал и в течение нескольких лет редактировал периодическое издание института. Он также был видным деятелем Ассоциации силезских повстанцев (Związek Powstańców Śląskich). Он продолжал оставаться выдающимся представителем прометеизма, чьим, возможно, самым важным голосом он был на протяжении многих лет своего участия в движении.
За свою карьеру офицера разведки и тайных операций Харашкевич помогал внедрять современные методы асимметричной войны. Незадолго до Второй мировой войны, во время недельного визита в Лондон, он поделился информацией об этом с британским полковником Холландом, подполковником Губбинсом и техническими специалистами. В своих отчетах об этих встречах Харашкевич отметил, насколько методы Польши опередили британские.
Умер в Лондоне 22 декабря 1975 года.